# Aleksandr Dodónov
Aleksandr Mikhàilovitx Dodónov, rus: Александр Михайлович Додонов, (Sant Petersburg, 12 de febrer de 1837 – Moscou, 19 de gener de 1914), cantant acadèmic, tenor.
Des dels 17 anys va servir a l'oficina de correus, al mateix temps va cantar al cor de l'església, i més tard va ser solista a l'Església catòlica. Aquí va ser escoltat per A. Rubinstein, que li va aconsellar que es prengués seriosament la música, i el va reunir amb el músic i professor F. Ronconi.
De 1859 a 1861 Dodonov va estudiar veu amb F. Roncon i va ser nomenat solista a la cort de la gran duquessa Alexandra Pavlovna. Per consell dels cantants italians E. Calzolari i C. Everard l'any 1861 va estudiar art vocal a París a Besanzona, després es va internar a Londres amb E. Garcia i el 1864 a Milà amb Lampert.
Durant dos anys va cantar als escenaris de Milà i Nàpols. Tornat a Rússia el 1867, va actuar a l'Òpera Italiana d'Odessa (1867) i a l'Òpera Russa de Kíev (1868). De 1869 a 1891 va ser solista al Teatre Bolxoi de Moscou. De 1891 a 1895 va treballar com a professor de cant a l'escola de la Societat Filharmònica de Moscou. També va ensenyar veu en altres institucions musicals de les ciutats: Moscou, Sant Petersburg, Kíev, Rostov-on-Don, Odesa. Dominaba l'italià.

## Ensenyament i escrits
Es va convertir en professor del Col·legi de Música i Drama de Moscou. Entre els seus alumnes hi havia Leonid Sobinov i Dmitri Smirnov. Va publicar la seva "Guia per a l'ajustament correcte de la veu i l'aprenentatge de l'habilitat del cant") el 1891.